# Departamentos Ejecutivos del Gobierno de Puerto Rico
La carga Administrativa Gobierno de Puerto Rico está constituida por varios Funcionarios con títulos Ejecutivos de la Secretaría de Departamentos en el Gobierno de Puerto Rico; incluye algunos Nombrados como Superintendente, Jefes y Directores de algunos Departamentos de servicios a la Ciudadanía residente en Puerto Rico,  alrededor de 3.3 millones de habitantes según el último Censo registrado en el año 2010.  En la actualidad, existen veintiún (21) Directorios Principales dirigiendo las diferentes Agencias de Departamento y sus  Divisiones a través de la isla en PR.    Los Departamentos son dirigidos por sus respectivos Secretario; hasta el momento actual son nombrados por el Gobernador incumbente como parte de su Gabinete y la Cámara de Representantes y el Senado son los encardos, mediante votos, de aceptar los nombramientos.
| Departamento                                  | Carga              | Jefe Actual                | Vínculo                                                                                               |
| --------------------------------------------- | ------------------ | -------------------------- | --- |
| Departamento Estado                           | Secretario         | Omar Marrero               | Departamento de Estado                                                                                |
| Departamento Justicia                         | Secretario         | Domingo Emanueli           | Departamento Justicia                                                                                 |
| Departamento Educacion                        | Secretario         | Yanira Raíces Vega         | Departamento de Educación                                                                             |
| Departamento Transporte/ obras Públicas       | Secretario         | Eileen Vélez Vega          | Departamento de Transportación y Obras Públicas Archivado el 4 de febrero de 2010 en Wayback Machine. |
| Departamento Vivienda                         | Secretario         | Wiliam Rodríguez           | Departamento Vivienda                                                                                 |
| Departamento Familia                          | Secretario         | Carmen Ana González        | Departamento Familia                                                                                  |
| Departamento Consumidores                     | Secretario         | Edan Rivera Rodríguez      | Departamento del Consumidor                                                                           |
| Departamento desarrollo Económico/ Comercio   | Secretario         | Manuel Cidre Miranda       | Departamento Económico / Comercio                                                                     |
| Departamento Agricultura                      | Secretario         | Ramón González Beiro       | Departamento Agricultura                                                                              |
| Departamento Trabajo y Recursos Humanos       | Secretario         | Gabriel Maldonado González | Departamento Trabajo                                                                                  |
| Departamento Recursos Naturales               | Secretario         | Rafael Marchago Maldonado  | Departamento Recursos Naturales                                                                       |
| Departamento Recreación / deporte             | Secretario         | Ray Quiñones               | Departamento Recreación                                                                               |
| Departamento Salud                            | Secretario         | Carlos Mellado López       | Departamento Salud                                                                                    |
| Departamento Rehabilitacion/ correccion       | Secretaria         | Ana Escobar                | Departamento Rehabilitación / corrección                                                              |
| Departamento de Seguridad Publica             | Secretario         | Alexis Torres              | Departamento de Seguridad Pública                                                                     |
| Policía (Seguridad) de Puerto Rico            | Superintendente    | Antonio López              | Policía de Puerto Rico                                                                                |
| Bomberos en Puerto Rico                       | Jefe de bomberos   | Iván Moreno                | Bomberos de Puerto Rico                                                                               |
| Agencia Manejo de Emergencias / Desastres     | Secretario         | Nino Correa                | Agencia de Manejo de Emergencias/ Desastres                                                           |
| Procurador general                            | Procurador general | Fernando Figueroa Santiago | Procurador general                                                                                    |
| Oficina Presupuesto / Gerencia en Puerto Rico | Director           | José Marrero               | Oficina de Gerencia y Presupuesto                                                                     |
| Administración Asuntos Federales en PR        | Director Ejecutivo | Carlos Mercader            | Administración de Asuntos Federales                                                                   |